# Roland Garros 2012
De 111e editie van het Franse grandslamtoernooi, Roland Garros 2012, werd gehouden van zondag 27 mei tot en met zondag 11 juni 2012. Voor de vrouwen was het de 105e editie. Het toernooi werd gespeeld in het Roland-Garrosstadion in het 16e arrondissement van Parijs. Wegens voortdurende regen kon het toernooi niet op zondag 10 juni worden afgerond.
Het toernooi van 2012 trok 430.093 toeschouwers.

## Enkelspel

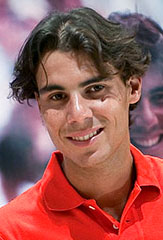
Rafael Nadal, winnaar bij de mannen.

### Mannen
De finale van het mannenenkelspel werd op 10 en 11 juni gespeeld tussen titelverdediger Rafael Nadal (Spanje) en Novak Đoković (Servië), die voor het eerst in zijn carrière op Roland Garros in de finale stond. Rafael Nadal won de finale op 11 juni met 6-4, 6-3, 2-6 en 7-5, en veroverde daarmee voor de zevende keer de enkelspeltitel op Roland Garros. Hij werd tevens recordhouder – hij onttroonde Björn Borg, die sinds 1981 het record van zes titels hield en dit record 31 jaar lang heeft behouden.

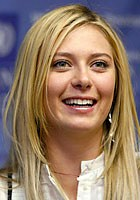
Maria Sjarapova, winnares bij de vrouwen.

### Vrouwen
Tijdens de finale van het vrouwenenkelspel, gespeeld op zaterdag 9 juni, won Maria Sjarapova (Rusland) van Sara Errani (Italië) met 6-3 en 6-2.

## Dubbelspel

### Mannen
Finale: Maks Mirni (Wit-Rusland) en Daniel Nestor (Canada) wonnen van de Amerikaanse tweelingbroers Bob en Mike Bryan met 6-4 en 6-4.

### Vrouwen
Finale: Sara Errani (Italië) en Roberta Vinci (Italië) wonnen van Maria Kirilenko (Rusland) en Nadja Petrova (Rusland) met 4-6, 6-4 en 6-2.

### Gemengd
Finale: Sania Mirza (India) en Mahesh Bhupathi (India) wonnen van Klaudia Jans (Polen) en Santiago González (Mexico) met 7-63 en 6-1.

## Junioren
Meisjesenkelspel

Finale: Annika Beck (Duitsland) won van Anna Karolína Schmiedlová (Slowakije) met 3-6, 7-5, 6-3
Meisjesdubbelspel

Finale: Darja Gavrilova (Rusland) en Irina Chromatsjova (Rusland) wonnen van Montserrat González (Paraguay) en Beatriz Haddad Maia (Brazilië) met 4-6, 6-4, [10-8]
Jongensenkelspel

Finale: Kimmer Coppejans (België) won van Filip Peliwo (Canada) met 6-1, 6-4
Jongensdubbelspel

Finale: Andrew Harris (Australië) en Nick Kyrgios (Australië) wonnen van Adam Pavlásek (Tsjechië) en Václav Šafránek (Tsjechië) met 6-4, 2-6, [10-7]

## Rolstoeltennis
Rolstoelmannenenkelspel

Finale: Stéphane Houdet (Frankrijk) won van Shingo Kunieda (Japan) met 6–2, 2–6, 7–6(6)
Rolstoelvrouwenenkelspel

Finale: Esther Vergeer (Nederland) won van Aniek van Koot (Nederland) met 6–0, 6–0
Rolstoelmannendubbelspel

Finale: Frédéric Cattanéo (Frankrijk) en Shingo Kunieda (Japan) wonnen van Michaël Jérémiasz (Frankrijk) en Stefan Olsson (Zweden) met 3–6, 7–6(3), [10–6]
Rolstoelvrouwendubbelspel

Finale: Marjolein Buis (Nederland) en Esther Vergeer (Nederland) wonnen van Sabine Ellerbrock (Duitsland) en Yui Kamiji (Japan) met 6–0, 6–1

## Nederlandse deelnemers

### Kwalificatietoernooi (enkelspel)

#### Mannen
Drie Nederlandse spelers deden mee aan het kwalificatietoernooi: Jesse Huta Galung (uitgeschakeld in de eerste ronde), Thomas Schoorel (uitgeschakeld in de eerste ronde) en Igor Sijsling (gekwalificeerd voor het hoofdtoernooi).

#### Vrouwen
Bij de vrouwen deden mee: Bibiane Schoofs (uitgeschakeld in de eerste ronde) en Kiki Bertens (gekwalificeerd voor het hoofdtoernooi).

### Hoofdtoernooi enkelspel

#### Mannen
Bij de mannen plaatste Igor Sijsling zich via het kwalificatietoernooi en was Robin Haase rechtstreeks geplaatst.
- Igor Sijsling
  - 1e ronde: verslagen door Gilles Müller (Luxemburg) met 6-2, 5-7, 6-3, 4-6 en 6-8
- Robin Haase
  - 1e ronde: won van Ivan Dodig (Kroatië) met 6-2, 6-2 en 6-1
  - 2e ronde: verslagen door Michail Joezjny (Rusland) (27) met 3-6, 6-7 en 4-6

#### Vrouwen
Bij de vrouwen plaatste Kiki Bertens zich via het kwalificatietoernooi en waren Michaëlla Krajicek en Arantxa Rus rechtstreeks geplaatst.
- Kiki Bertens
  - 1e ronde: verslagen door Christina McHale (VS) met 6-2, 4-6 en 4-6
- Michaëlla Krajicek
  - 1e ronde: verslagen door Petra Martić (Kroatië) met 2-6 en 5-7
- Arantxa Rus
  - 1e ronde: won van Jamie Hampton (VS) met 6-4, 4-3 en opgave Hampton
  - 2e ronde: won van Virginie Razzano (Frankrijk) met 6-3 en 7-6
  - 3e ronde: won van Julia Görges (Duitsland) (25) met 7-6, 2-6 en 6-2
  - 4e ronde: verslagen door Kaia Kanepi (Estland) (23) met 1-6, 6-4 en 0-6

### Hoofdtoernooi dubbelspel

#### Mannen
- Jean-Julien Rojer met zijn Pakistaanse partner Aisam-ul-Haq Qureshi (als tiende geplaatst)
  - 1e ronde: wonnen van Jonathan Dasnières de Veigy (Frankrijk) en Nicolas Renavand (Frankrijk) met 6-3 en 6-2
  - 2e ronde: wonnen van Björn Phau (Duitsland) en Adil Shamasdin (Canada) met 6-3, 3-6 en 7-6
  - 3e ronde: wonnen van Treat Conrad Huey (Filipijnen) en Dominic Inglot (VK) met 6-1 en 6-4
  - kwartfinale: wonnen van Michaël Llodra (Frankrijk) en Nenad Zimonjić (Servië) (3) met 6-4, 2-1 en opgave Llodra/Zimonjić
  - halve finale: verslagen door de Amerikaanse tweelingbroers Bob en Mike Bryan (2) met 3-6 en 6-7
- Robin Haase met zijn Finse partner Jarkko Nieminen
  - 1e ronde: verslagen door Daniel Nestor (Canada) en Maks Mirni (Wit-Rusland) (1) met 3-6 en 4-6

#### Vrouwen
- Kiki Bertens met haar Hongaarse partner Katalin Marosi (als Alternate aan het hoofdtoernooi toegevoegd)
  - 1e ronde: verslagen door de Taiwanese zussen Chan Hao-ching en Chan Yung-jan met 3-6 en 2-6

#### Gemengd
Er speelden geen Nederlanders mee in het gemengd dubbelspel.

## Belgische deelnemers

### Kwalificatietoernooi (enkelspel)

#### Mannen
Bij de mannen deden vier Belgen mee: Maxime Authom (uitgeschakeld in de tweede ronde), Ruben Bemelmans (uitgeschakeld in de tweede ronde), Yannick Mertens (uitgeschakeld in de tweede ronde) en David Goffin (uitgeschakeld in de derde ronde maar als lucky loser alsnog toegelaten tot het hoofdtoernooi).

#### Vrouwen
Bij de vrouwen speelde alleen Tamaryn Hendler (uitgeschakeld in de tweede ronde).

### Hoofdtoernooi enkelspel

#### Mannen
Bij de mannen plaatsten Steve Darcis, Xavier Malisse en Olivier Rochus zich rechtstreeks voor het hoofdtoernooi. David Goffin werd, nadat hij eerder in de derde en laatste kwalificatieronde werd verslagen, alsnog als lucky loser toegelaten tot het hoofdtoernooi als plaatsvervanger van de geblesseerde Fransman Gaël Monfils.
- Steve Darcis
  - 1e ronde: verslagen door Fernando Verdasco (Spanje) (14) met 3-6, 2-6 en 6-7
- Xavier Malisse
  - 1e ronde: verslagen door Brian Baker (VS) met 3-6, 6-7 en 6-7
- Olivier Rochus
  - 1e ronde: verslagen door Leonardo Mayer (Argentinië) met 3-6, 4-6, 6-2 en 4-6
- David Goffin
  - 1e ronde: won van Radek Štěpánek (23) (Tsjechië) met 6-2, 4-6, 2-6, 6-4 en 6-2
  - 2e ronde: won van Arnaud Clément (Frankrijk) met 3-6, 7-6, 0-6, 6-2 en 6-1
  - 3e ronde: won van Łukasz Kubot (Polen) met 7-6, 7-5 en 6-1
  - 4e ronde: verslagen door Roger Federer (Zwitserland) (3) met 7-5, 5-7, 2-6 en 4-6

#### Vrouwen
Bij de vrouwen plaatste Yanina Wickmayer zich rechtstreeks voor het hoofdtoernooi. Geen Belgische speelster plaatste zich via het kwalificatietoernooi.
- Yanina Wickmayer
  - 1e ronde: verslagen door Tsvetana Pironkova (Bulgarije) met 6-3, 0-6 en 3-6

### Hoofdtoernooi dubbelspel

#### Mannen
- Xavier Malisse met zijn partner Mark Knowles (Bahama's)
  - 1e ronde: wonnen van Michal Mertiňák (Slowakije) en André Sá (Brazilië) met 6-3, 6-6 en opgave van Mertiňák/Sá
  - 2e ronde: wonnen van Jonathan Erlich (Israël) en Andy Ram (Israël) met 7-64 en 6-3
  - 3e ronde: verslagen door de Amerikaanse tweelingbroers Bob en Mike Bryan (2) met 3-6 en 2-6
- Steve Darcis en Olivier Rochus
  - 1e ronde: verslagen door Michail Jelgin (Rusland) en Denis Istomin (Oezbekistan) met 6-3, 3-6 en 60-7
- Dick Norman met zijn Russische partner Alex Bogomolov jr.
  - 1e ronde: verslagen door Robert Lindstedt (Zweden) en Horia Tecău (Roemenië) met 4-6 en 2-6

#### Vrouwen
- Yanina Wickmayer met haar Amerikaanse partner Sloane Stephens
  - 1e ronde: verslagen door Līga Dekmeijere (Letland) en Tamarine Tanasugarn (Thailand) met 7-5, 5-7 en 4-6

#### Gemengd
Er speelden geen Belgen mee in het gemengd dubbelspel.

## Speelschema van dag tot dag
Onderstaand het speelschema van de twee hoofdbanen van dag tot dag.
Alle tijden zijn lokaal MEZT (UTC+2).

### Dag 1 (zondag 27 mei)
- Speelschema
- Reekshoofden uitgeschakeld:
  - Mannenenkelspel:  Andy Roddick [26],  Jürgen Melzer [30]

| Wedstrijden op hoofdbanen                            | Wedstrijden op hoofdbanen                            | Wedstrijden op hoofdbanen                            | Wedstrijden op hoofdbanen                            |
| Evenement                                            | Winnaar                                              | Verliezer                                            | Score                                                |
| Wedstrijden op Court Philippe-Chatrier (centercourt) | Wedstrijden op Court Philippe-Chatrier (centercourt) | Wedstrijden op Court Philippe-Chatrier (centercourt) | Wedstrijden op Court Philippe-Chatrier (centercourt) |
| ---------------------------------------------------- | ---------------------------------------------------- | ---------------------------------------------------- | ---------------------------------------------------- |
| Vrouwenenkelspel 1e ronde                            | Samantha Stosur [6]                                  | Elena Baltacha                                       | 6–4, 6–0                                             |
| Mannenenkelspel 1e ronde                             | Juan Martín del Potro [9]                            | Albert Montañés                                      | 6–2, 6–7(5–7), 6–2, 6–1                              |
| Mannenenkelspel 1e ronde                             | Jo-Wilfried Tsonga [5]                               | Andrej Koeznetsov                                    | 1–6, 6–3, 6–2, 6–4                                   |
| Vrouwenenkelspel 1e ronde                            | Venus Williams                                       | Paula Ormaechea                                      | 4–6, 6–1, 6–3                                        |
| Wedstrijden op Court Suzanne-Lenglen (Grandstand)    |                                                      |                                                      |                                                      |
| Vrouwenenkelspel 1e ronde                            | Svetlana Koeznetsova [26]                            | Mirjana Lučić                                        | 6–1, 6–3                                             |
| Mannenenkelspel 1e ronde                             | Juan Carlos Ferrero                                  | Jonathan Dasnières de Veigy [WC]                     | 6–1, 6–4, 6–3                                        |
| Vrouwenenkelspel 1e ronde                            | Ana Ivanović [13]                                    | Lara Arruabarrena [Q]                                | 6–1, 6–1                                             |
| Mannenenkelspel 1e ronde                             | Nicolas Mahut                                        | Andy Roddick [26]                                    | 6–3, 6–3, 4–6, 6–2                                   |
| Wedstrijden begonnen om 11:00 uur                    |                                                      |                                                      |                                                      |

### Dag 2 (maandag 28 mei)
- Speelschema
- Reekshoofden uitgeschakeld:
  - Mannenenkelspel:  Feliciano López [15],  Radek Štěpánek [23]
  - Vrouwenenkelspel:  Vera Zvonarjova [11] (teruggetrokken),  Sabine Lisicki [12],  Roberta Vinci [17],  Mona Barthel [30],  Monica Niculescu [32]

| Wedstrijden op hoofdbanen                            | Wedstrijden op hoofdbanen                            | Wedstrijden op hoofdbanen                            | Wedstrijden op hoofdbanen                            |
| Evenement                                            | Winnaar                                              | Verliezer                                            | Score                                                |
| Wedstrijden op Court Philippe-Chatrier (centercourt) | Wedstrijden op Court Philippe-Chatrier (centercourt) | Wedstrijden op Court Philippe-Chatrier (centercourt) | Wedstrijden op Court Philippe-Chatrier (centercourt) |
| ---------------------------------------------------- | ---------------------------------------------------- | ---------------------------------------------------- | ---------------------------------------------------- |
| Vrouwenenkelspel 1e ronde                            | Viktoryja Azarenka [1]                               | Alberta Brianti                                      | 6–7(6–8), 6–4, 6–2                                   |
| Vrouwenenkelspel 1e ronde                            | Li Na [7]                                            | Sorana Cîrstea                                       | 6–2, 6–1                                             |
| Mannenenkelspel 1e ronde                             | Novak Djokovic [1]                                   | Potito Starace                                       | 7–6(7–3), 6–3, 6–1                                   |
| Mannenenkelspel 1e ronde                             | Gilles Simon [11]                                    | Ryan Harrison                                        | 3–6, 7–5, 6–4, 6–1                                   |
| Wedstrijden op Court Suzanne-Lenglen (Grandstand)    |                                                      |                                                      |                                                      |
| Vrouwenenkelspel 1e ronde                            | Dominika Cibulková [15]                              | Kristina Mladenovic [WC]                             | 6–2, 6–1                                             |
| Mannenenkelspel 1e ronde                             | Roger Federer [3]                                    | Tobias Kamke                                         | 6–2, 7–5, 6–3                                        |
| Mannenenkelspel 1e ronde                             | Michaël Llodra                                       | Guillermo García López                               | 7–6(7–5), 6–2, 3–6, 6–3                              |
| Vrouwenenkelspel 1e ronde                            | Marion Bartoli [8]                                   | Karolína Plíšková [Q]                                | 6–3, 6–3                                             |
| Wedstrijden begonnen om 11:00 uur                    |                                                      |                                                      |                                                      |

### Dag 3 (dinsdag 29 mei)
- Speelschema
- Reekshoofden uitgeschakeld:
  - Mannenenkelspel:  Oleksandr Dolgopolov [16]
  - Vrouwenenkelspel:  Serena Williams [5]
  - Vrouwendubbelspel:  Iveta Benešová /  Barbora Záhlavová-Strýcová [8],  Bethanie Mattek-Sands /  Sania Mirza [15]

| Wedstrijden op hoofdbanen                            | Wedstrijden op hoofdbanen                            | Wedstrijden op hoofdbanen                            | Wedstrijden op hoofdbanen                            |
| Evenement                                            | Winnaar                                              | Verliezer                                            | Score                                                |
| Wedstrijden op Court Philippe-Chatrier (centercourt) | Wedstrijden op Court Philippe-Chatrier (centercourt) | Wedstrijden op Court Philippe-Chatrier (centercourt) | Wedstrijden op Court Philippe-Chatrier (centercourt) |
| ---------------------------------------------------- | ---------------------------------------------------- | ---------------------------------------------------- | ---------------------------------------------------- |
| Vrouwenenkelspel 1e ronde                            | Francesca Schiavone [14]                             | Kimiko Date-Krumm                                    | 6–3, 6–1                                             |
| Mannenenkelspel 1e ronde                             | Richard Gasquet [17]                                 | Jürgen Zopp [Q]                                      | 6–3, 6–4, 7–6(7–4)                                   |
| Mannenenkelspel 1e ronde                             | Rafael Nadal [2]                                     | Simone Bolelli                                       | 6–2, 6–2, 6–1                                        |
| Vrouwenenkelspel 1e ronde                            | Virginie Razzano                                     | Serena Williams [5]                                  | 4–6, 7–6(7–5), 6–3                                   |
| Wedstrijden op Court Suzanne-Lenglen (Grandstand)    |                                                      |                                                      |                                                      |
| Vrouwenenkelspel 1e ronde                            | Petra Kvitová [4]                                    | Ashleigh Barty [WC]                                  | 6–1, 6–2                                             |
| Vrouwenenkelspel 1e ronde                            | Maria Sjarapova [2]                                  | Alexandra Cadanțu                                    | 6–0, 6–0                                             |
| Mannenenkelspel 1e ronde                             | Julien Benneteau [29]                                | Mischa Zverev [Q]                                    | 6–2, 6–7(3–7), 6–4, 6–4                              |
| Mannenenkelspel 1e ronde                             | Andy Murray [4]                                      | Tatsuma Ito                                          | 6–1, 7–5, 6–0                                        |
| Wedstrijden begonnen om 11:00 uur                    |                                                      |                                                      |                                                      |

### Dag 4 (woensdag 30 mei)
- Speelschema
- Reekshoofden uitgeschakeld:
  - Vrouwenenkelspel:  Marion Bartoli [8],  Lucie Šafářová [20],  Petra Cetkovská [24],  Zheng Jie [31]
  - Vrouwendubbelspel:  Liezel Huber /  Lisa Raymond [1]
  - Gemengd dubbelspel:  Lisa Raymond /  Rohan Bopanna [4],  Andrea Hlaváčková /  Aisam-ul-Haq Qureshi [8]

| Wedstrijden op hoofdbanen                            | Wedstrijden op hoofdbanen                            | Wedstrijden op hoofdbanen                            | Wedstrijden op hoofdbanen                            |
| Evenement                                            | Winnaar                                              | Verliezer                                            | Score                                                |
| Wedstrijden op Court Philippe-Chatrier (centercourt) | Wedstrijden op Court Philippe-Chatrier (centercourt) | Wedstrijden op Court Philippe-Chatrier (centercourt) | Wedstrijden op Court Philippe-Chatrier (centercourt) |
| ---------------------------------------------------- | ---------------------------------------------------- | ---------------------------------------------------- | ---------------------------------------------------- |
| Vrouwenenkelspel 2e ronde                            | Viktoryja Azarenka [1]                               | Dinah Pfizenmaier [Q]                                | 6–1, 6–1                                             |
| Mannenenkelspel 2e ronde                             | Roger Federer [3]                                    | Adrian Ungur                                         | 6–3, 6–2, 6–7(6–8), 6–3                              |
| Mannenenkelspel 2e ronde                             | Gilles Simon [11]                                    | Brian Baker [WC]                                     | 6–4, 6–1, 6–7(4–7), 1–6, 6–0                         |
| Vrouwenenkelspel 2e ronde                            | Agnieszka Radwańska [3]                              | Venus Williams                                       | 6–2, 6–3                                             |
| Wedstrijden op Court Suzanne-Lenglen (Grandstand)    |                                                      |                                                      |                                                      |
| Mannenenkelspel 2e ronde                             | Novak Djokovic [1]                                   | Blaž Kavčič                                          | 6–0, 6–4, 6–4                                        |
| Vrouwenenkelspel 2e ronde                            | Mathilde Johansson                                   | Petra Cetkovská [24]                                 | 7–6(7–1), 6–2                                        |
| Vrouwenenkelspel 2e ronde                            | Petra Martić                                         | Marion Bartoli [8]                                   | 6–2, 3–6, 6–3                                        |
| Mannenenkelspel 2e ronde                             | Cedrik-Marcel Stebe vs. Jo-Wilfried Tsonga [5]       | Cedrik-Marcel Stebe vs. Jo-Wilfried Tsonga [5]       | 2–6, 6–4, 1–1, gestaakt                              |
| Wedstrijden begonnen om 11:00 uur                    |                                                      |                                                      |                                                      |

### Dag 5 (donderdag 31 mei)
- Speelschema
- Reekshoofden uitgeschakeld:
  - Mannenenkelspel:  John Isner [10],  Philipp Kohlschreiber [24],  Bernard Tomic [25],  Viktor Troicki [28],  Florian Mayer [32]
  - Vrouwenenkelspel:  Maria Kirilenko [16],  Jelena Janković [19]
  - Mannendubbelspel:  Mahesh Bhupathi /  Rohan Bopanna [6]
  - Vrouwendubbelspel:  Raquel Kops-Jones /  Abigail Spears [10]

| Wedstrijden op hoofdbanen                            | Wedstrijden op hoofdbanen                            | Wedstrijden op hoofdbanen                            | Wedstrijden op hoofdbanen                            |
| Evenement                                            | Winnaar                                              | Verliezer                                            | Score                                                |
| Wedstrijden op Court Philippe-Chatrier (centercourt) | Wedstrijden op Court Philippe-Chatrier (centercourt) | Wedstrijden op Court Philippe-Chatrier (centercourt) | Wedstrijden op Court Philippe-Chatrier (centercourt) |
| ---------------------------------------------------- | ---------------------------------------------------- | ---------------------------------------------------- | ---------------------------------------------------- |
| Mannenenkelspel 2e ronde                             | Andy Murray [4]                                      | Jarkko Nieminen                                      | 1–6, 6–4, 6–1, 6–2                                   |
| Vrouwenenkelspel 2e ronde                            | Caroline Wozniacki [9]                               | Jarmila Gajdošová                                    | 6–1, 6–4                                             |
| Mannenenkelspel 2e ronde                             | Paul-Henri Mathieu [WC]                              | John Isner [10]                                      | 6–7(2–7), 6–4, 6–4, 3–6, 18–16                       |
| Wedstrijden op Court Suzanne-Lenglen (Grandstand)    |                                                      |                                                      |                                                      |
| Vrouwenenkelspel 2e ronde                            | Petra Kvitová [4]                                    | Urszula Radwańska                                    | 6–1, 6–3                                             |
| Mannenenkelspel 2e ronde                             | Jo-Wilfried Tsonga [5]                               | Cedrik-Marcel Stebe                                  | 6–2, 4–6, 6–2, 6–1                                   |
| Mannenenkelspel 2e ronde                             | Rafael Nadal [2]                                     | Denis Istomin                                        | 6–2, 6–2, 6–0                                        |
| Vrouwenenkelspel 2e ronde                            | Li Na [7]                                            | Stéphanie Foretz-Gacon                               | 6–0, 6–2                                             |
| Mannenenkelspel 2e ronde                             | Richard Gasquet [17]                                 | Grigor Dimitrov                                      | 5–7, 7–5, 6–2, 6–3                                   |
| Wedstrijden begonnen om 11:00 uur                    |                                                      |                                                      |                                                      |

### Dag 6 (vrijdag 1 juni)
- Speelschema
- Reekshoofden uitgeschakeld:
  - Mannenenkelspel:  Gilles Simon [11],  Fernando Verdasco [14],  Marin Čilić [21],  Kevin Anderson [31]
  - Vrouwenenkelspel:  Agnieszka Radwańska [3],  Ana Ivanović [13],  Flavia Pennetta [18],  Nadja Petrova [27],  Anabel Medina Garrigues [29]
  - Mannendubbelspel:  Robert Lindstedt /  Horia Tecău [5],  František Čermák /  Filip Polášek [9],  Santiago González /  Christopher Kas [11],  Jonathan Erlich /  Andy Ram [13]
  - Vrouwendubbelspel:  Natalie Grandin /  Vladimíra Uhlířová [9],  Marina Erakovic /  Monica Niculescu [16],  Gisela Dulko /  Paola Suárez [17]

| Wedstrijden op hoofdbanen                            | Wedstrijden op hoofdbanen                            | Wedstrijden op hoofdbanen                            | Wedstrijden op hoofdbanen                            |
| Evenement                                            | Winnaar                                              | Verliezer                                            | Score                                                |
| Wedstrijden op Court Philippe-Chatrier (centercourt) | Wedstrijden op Court Philippe-Chatrier (centercourt) | Wedstrijden op Court Philippe-Chatrier (centercourt) | Wedstrijden op Court Philippe-Chatrier (centercourt) |
| ---------------------------------------------------- | ---------------------------------------------------- | ---------------------------------------------------- | ---------------------------------------------------- |
| Vrouwenenkelspel 3e ronde                            | Sloane Stephens                                      | Mathilde Johansson                                   | 6–3, 6–2                                             |
| Vrouwenenkelspel 3e ronde                            | Svetlana Koeznetsova [26]                            | Agnieszka Radwańska [3]                              | 6–1, 6–2                                             |
| Mannenenkelspel 3e ronde                             | Jo-Wilfried Tsonga [5]                               | Fabio Fognini                                        | 7–5, 6–4, 6–4                                        |
| Mannenenkelspel 3e ronde                             | Roger Federer [3]                                    | Nicolas Mahut                                        | 6–3, 4–6, 6–2, 7–5                                   |
| Wedstrijden op Court Suzanne-Lenglen (Grandstand)    |                                                      |                                                      |                                                      |
| Vrouwenenkelspel 3e ronde                            | Sara Errani [21]                                     | Ana Ivanović [13]                                    | 1–6, 7–5, 6–3                                        |
| Vrouwenenkelspel 2e ronde                            | Maria Sjarapova [2]                                  | Ayumi Morita                                         | 6–1, 6–1                                             |
| Mannenenkelspel 3e ronde                             | Stanislas Wawrinka [18]                              | Gilles Simon [11]                                    | 7–5, 6–7(5–7), 6–7(3–7), 6–3, 6–2                    |
| Mannenenkelspel 3e ronde                             | Novak Djokovic [1]                                   | Nicolas Devilder [Q]                                 | 6–1, 6–2, 6–2                                        |
| Wedstrijden begonnen om 11:00 uur                    |                                                      |                                                      |                                                      |

### Dag 7 (zaterdag 2 juni)
- Speelschema
- Reekshoofden uitgeschakeld:
  - Mannenenkelspel:  Milos Raonic [19],  Michail Joezjny [27],  Julien Benneteau [29]
  - Vrouwenenkelspel:  Caroline Wozniacki [9],  Francesca Schiavone [14],  Anastasija Pavljoetsjenkova [22],  Julia Görges [25],  Peng Shuai [28]
  - Mannendubbelspel:  Mariusz Fyrstenberg /  Marcin Matkowski [4],  Leander Paes /  Alexander Peya [7],  Jürgen Melzer /  Philipp Petzschner [8]
  - Vrouwendubbelspel:  Anabel Medina Garrigues /  Arantxa Parra Santonja [11]
  - Gemengd dubbelspel:  Katarina Srebotnik /  Nenad Zimonjić [3],  Nadja Petrova /  Daniel Nestor [6]

| Wedstrijden op hoofdbanen                            | Wedstrijden op hoofdbanen                            | Wedstrijden op hoofdbanen                            | Wedstrijden op hoofdbanen                            |
| Evenement                                            | Winnaar                                              | Verliezer                                            | Score                                                |
| Wedstrijden op Court Philippe-Chatrier (centercourt) | Wedstrijden op Court Philippe-Chatrier (centercourt) | Wedstrijden op Court Philippe-Chatrier (centercourt) | Wedstrijden op Court Philippe-Chatrier (centercourt) |
| ---------------------------------------------------- | ---------------------------------------------------- | ---------------------------------------------------- | ---------------------------------------------------- |
| Vrouwenenkelspel 3e ronde                            | Petra Kvitová [4]                                    | Nina Brattsjikova                                    | 6–2, 4–6, 6–1                                        |
| Mannenenkelspel 3e ronde                             | Janko Tipsarević [8]                                 | Julien Benneteau [29]                                | 6–3, 7–5, 6–4                                        |
| Vrouwenenkelspel 3e ronde                            | Maria Sjarapova [2]                                  | Peng Shuai [28]                                      | 6–2, 6–1                                             |
| Mannenenkelspel 3e ronde                             | Rafael Nadal [2]                                     | Eduardo Schwank [Q]                                  | 6–1, 6–3, 6–4                                        |
| Wedstrijden op Court Suzanne-Lenglen (Grandstand)    |                                                      |                                                      |                                                      |
| Mannenenkelspel 3e ronde                             | David Ferrer [6]                                     | Michail Joezjny [27]                                 | 6–0, 6–2, 6–2                                        |
| Vrouwenenkelspel 3e ronde                            | Li Na [7]                                            | Christina McHale                                     | 3–6, 6–2, 6–1                                        |
| Mannenenkelspel 3e ronde                             | Richard Gasquet [17]                                 | Tommy Haas [Q]                                       | 6–7(3–7), 6–3, 6–0, 6–0                              |
| Vrouwenenkelspel 3e ronde                            | Kaia Kanepi [23]                                     | Caroline Wozniacki [9]                               | 6–1, 6–7(3–7), 6–3                                   |
| Wedstrijden begonnen om 11:00 uur                    |                                                      |                                                      |                                                      |

### Dag 8 (zondag 3 juni)
- Speelschema
- Reekshoofden uitgeschakeld:
  - Mannenenkelspel:  Andreas Seppi [22]
  - Vrouwenenkelspel:  Viktoryja Azarenka [1],  Svetlana Koeznetsova [26]
  - Mannendubbelspel:  Eric Butorac /  Bruno Soares [12],  Scott Lipsky /  Rajeev Ram [15],  Juan Sebastián Cabal /  Robert Farah Maksoud [16]

| Wedstrijden op hoofdbanen                            | Wedstrijden op hoofdbanen                            | Wedstrijden op hoofdbanen                            | Wedstrijden op hoofdbanen                            |
| Evenement                                            | Winnaar                                              | Verliezer                                            | Score                                                |
| Wedstrijden op Court Philippe-Chatrier (centercourt) | Wedstrijden op Court Philippe-Chatrier (centercourt) | Wedstrijden op Court Philippe-Chatrier (centercourt) | Wedstrijden op Court Philippe-Chatrier (centercourt) |
| ---------------------------------------------------- | ---------------------------------------------------- | ---------------------------------------------------- | ---------------------------------------------------- |
| Vrouwenenkelspel 4e ronde                            | Sara Errani [21]                                     | Svetlana Koeznetsova [26]                            | 6–0, 7–5                                             |
| Mannenenkelspel 4e ronde                             | Novak Djokovic [1]                                   | Andreas Seppi [22]                                   | 4–6, 6–7(5–7), 6–3, 7–5, 6–3                         |
| Mannenenkelspel 4e ronde                             | Stanislas Wawrinka [18] vs. Jo-Wilfried Tsonga [5]   | Stanislas Wawrinka [18] vs. Jo-Wilfried Tsonga [5]   | 4–6, 6–7(6–8), 6–3, 6–3, 2–4, gestaakt               |
| Wedstrijden op Court Suzanne-Lenglen (Grandstand)    |                                                      |                                                      |                                                      |
| Vrouwenenkelspel 4e ronde                            | Angelique Kerber [10]                                | Petra Martić                                         | 6–3, 7–5                                             |
| Vrouwenenkelspel 4e ronde                            | Dominika Cibulková [15]                              | Viktoryja Azarenka [1]                               | 6–2, 7–6(7–4)                                        |
| Mannenenkelspel 4e ronde                             | Roger Federer [3]                                    | David Goffin [LL]                                    | 5–7, 7–5, 6–2, 6–4                                   |
| Mannenenkelspel 4e ronde                             | Juan Martín del Potro [9] vs. Tomáš Berdych [7]      | Juan Martín del Potro [9] vs. Tomáš Berdych [7]      | 7–6(8–6), 1–6, 6–3, gestaakt                         |
| Wedstrijden begonnen om 11:00 uur                    |                                                      |                                                      |                                                      |

### Dag 9 (maandag 4 juni)
- Speelschema

- Reekshoofden uitgeschakeld:
  - Mannenenkelspel:  Tomáš Berdych [7],  Janko Tipsarević [8],  Juan Mónaco [13],  Richard Gasquet [17],  Stanislas Wawrinka [18],  Marcel Granollers [20]
  - Vrouwenenkelspel:  Li Na [7]
  - Vrouwendubbelspel:  Jekaterina Makarova /  Jelena Vesnina [6],  Jarmila Gajdošová /  Anastasia Rodionova [14]
  - Gemengd dubbelspel:  Květa Peschke /  Mike Bryan [2]

| Wedstrijden op hoofdbanen                            | Wedstrijden op hoofdbanen                            | Wedstrijden op hoofdbanen                            | Wedstrijden op hoofdbanen                            |
| Evenement                                            | Winnaar                                              | Verliezer                                            | Score                                                |
| Wedstrijden op Court Philippe-Chatrier (centercourt) | Wedstrijden op Court Philippe-Chatrier (centercourt) | Wedstrijden op Court Philippe-Chatrier (centercourt) | Wedstrijden op Court Philippe-Chatrier (centercourt) |
| ---------------------------------------------------- | ---------------------------------------------------- | ---------------------------------------------------- | ---------------------------------------------------- |
| Mannenenkelspel 4e ronde                             | David Ferrer [6]                                     | Marcel Granollers [20]                               | 6–3, 6–2, 6–0                                        |
| Startte niet voor 12:30 uur                          |                                                      |                                                      |                                                      |
| Mannenenkelspel 4e ronde                             | Jo-Wilfried Tsonga [5]                               | Stanislas Wawrinka [18]                              | 6–4, 7–6(8–6), 3–6, 3–6, 6–4                         |
| Vrouwenenkelspel 4e ronde                            | Maria Sjarapova [2]                                  | Klára Zakopalová                                     | 6–4, 6–7(5–7), 6–2                                   |
| Mannenenkelspel 4e ronde                             | Andy Murray [4]                                      | Richard Gasquet [17]                                 | 1–6, 6–4, 6–1, 6–2                                   |
| Wedstrijden op Court Suzanne-Lenglen (Grandstand)    |                                                      |                                                      |                                                      |
| Mannenenkelspel 4e ronde                             | Nicolás Almagro [12]                                 | Janko Tipsarević [8]                                 | 6–4, 6–4, 6–4                                        |
| Startte niet voor 12:30 uur                          |                                                      |                                                      |                                                      |
| Mannenenkelspel 4e ronde                             | Juan Martín del Potro [9]                            | Tomáš Berdych [7]                                    | 7–6(8–6), 1–6, 6–3, 7–5                              |
| Vrouwenenkelspel 4e ronde                            | Jaroslava Sjvedova [Q]                               | Li Na [7]                                            | 3–6, 6–2, 6–0                                        |
| Mannenenkelspel 4e ronde                             | Rafael Nadal [2]                                     | Juan Mónaco [13]                                     | 6–2, 6–0, 6–0                                        |
| Vrouwenenkelspel 4e ronde                            | Kaia Kanepi [23]                                     | Arantxa Rus                                          | 6–1, 4–6, 6–0                                        |
| Wedstrijden begonnen om 11:00 uur                    |                                                      |                                                      |                                                      |

### Dag 10 (dinsdag 5 juni)
- Speelschema
- Reekshoofden uitgeschakeld:
  - Mannenenkelspel:  Jo-Wilfried Tsonga [5],  Juan Martín del Potro [9]
  - Vrouwenenkelspel:  Angelique Kerber [10],  Dominika Cibulková [15]
  - Mannendubbelspel:  Michaël Llodra /  Nenad Zimonjić [3]
  - Vrouwendubbelspel:  Květa Peschke /  Katarina Srebotnik [2],  Vania King /  Jaroslava Sjvedova [3]
  - Gemengd dubbelspel:  Liezel Huber /  Maks Mirni [1]

| Wedstrijden op hoofdbanen                            | Wedstrijden op hoofdbanen                            | Wedstrijden op hoofdbanen                            | Wedstrijden op hoofdbanen                            |
| Evenement                                            | Winnaar                                              | Verliezer                                            | Score                                                |
| Wedstrijden op Court Philippe-Chatrier (centercourt) | Wedstrijden op Court Philippe-Chatrier (centercourt) | Wedstrijden op Court Philippe-Chatrier (centercourt) | Wedstrijden op Court Philippe-Chatrier (centercourt) |
| ---------------------------------------------------- | ---------------------------------------------------- | ---------------------------------------------------- | ---------------------------------------------------- |
| Vrouwenenkelspel kwartfinale                         | Samantha Stosur [6]                                  | Dominika Cibulková [15]                              | 6–4, 6–1                                             |
| Mannenenkelspel kwartfinale                          | Novak Djokovic [1]                                   | Jo-Wilfried Tsonga [5]                               | 6–1, 5–7, 5–7, 7–6(8–6), 6–1                         |
| Wedstrijden op Court Suzanne-Lenglen (Grandstand)    |                                                      |                                                      |                                                      |
| Vrouwenenkelspel kwartfinale                         | Sara Errani [21]                                     | Angelique Kerber [10]                                | 6–3, 7–6(7–2)                                        |
| Mannenenkelspel kwartfinale                          | Roger Federer [3]                                    | Juan Martín del Potro [9]                            | 3–6, 6–7(4–7), 6–2, 6–0, 6–3                         |
| Wedstrijden begonnen om 14:00 uur                    |                                                      |                                                      |                                                      |

### Dag 11 (woensdag 6 juni)
- Speelschema
- Reekshoofden uitgeschakeld:
  - Mannenenkelspel:  Andy Murray [4],  Nicolás Almagro [12]
  - Vrouwenenkelspel:  Kaia Kanepi [23]
  - Vrouwendubbelspel:  Nuria Llagostera Vives /  María José Martínez Sánchez [12]
  - Gemengd dubbelspel:  Jelena Vesnina /  Leander Paes [5]

| Wedstrijden op hoofdbanen                            | Wedstrijden op hoofdbanen                                                      | Wedstrijden op hoofdbanen                                                      | Wedstrijden op hoofdbanen                            |
| Evenement                                            | Winnaar                                                                        | Verliezer                                                                      | Score                                                |
| Wedstrijden op Court Philippe-Chatrier (centercourt) | Wedstrijden op Court Philippe-Chatrier (centercourt)                           | Wedstrijden op Court Philippe-Chatrier (centercourt)                           | Wedstrijden op Court Philippe-Chatrier (centercourt) |
| ---------------------------------------------------- | ------------------------------------------------------------------------------ | ------------------------------------------------------------------------------ | ---------------------------------------------------- |
| Vrouwenenkelspel kwartfinale                         | Maria Sjarapova [2]                                                            | Kaia Kanepi [23]                                                               | 6–2, 6–3                                             |
| Mannenenkelspel kwartfinale                          | Rafael Nadal [2]                                                               | Nicolás Almagro [12]                                                           | 7–6(7–4), 6–2, 6–3                                   |
| Vrouwendubbelspel halve finale                       | Maria Kirilenko / Nadja Petrova [7] vs. Andrea Hlaváčková / Lucie Hradecká [5] | Maria Kirilenko / Nadja Petrova [7] vs. Andrea Hlaváčková / Lucie Hradecká [5] | 4–6, 7–5, gestaakt                                   |
| Wedstrijden op Court Suzanne-Lenglen (Grandstand)    |                                                                                |                                                                                |                                                      |
| Vrouwenenkelspel kwartfinale                         | Petra Kvitová [4]                                                              | Jaroslava Sjvedova [Q]                                                         | 3–6, 6–2, 6–4                                        |
| Mannenenkelspel kwartfinale                          | David Ferrer [6]                                                               | Andy Murray [4]                                                                | 6–4, 6–7(3–7), 6–3, 6–2                              |
| Wedstrijden begonnen om 14:00 uur                    |                                                                                |                                                                                |                                                      |

### Dag 12 (donderdag 7 juni)
- Speelschema
- Reekshoofden uitgeschakeld:
  - Vrouwenenkelspel:  Petra Kvitová [4],  Samantha Stosur [6]
  - Mannendubbelspel:  Aisam-ul-Haq Qureshi /  Jean-Julien Rojer [10],  Daniele Bracciali /  Potito Starace [14]
  - Vrouwendubbelspel:  Andrea Hlaváčková /  Lucie Hradecká [5]

| Wedstrijden op hoofdbanen                                                                             | Wedstrijden op hoofdbanen                            | Wedstrijden op hoofdbanen                            | Wedstrijden op hoofdbanen                            |
| Evenement                                                                                             | Winnaar                                              | Verliezer                                            | Score                                                |
| Wedstrijden op Court Philippe-Chatrier (centercourt)                                                  | Wedstrijden op Court Philippe-Chatrier (centercourt) | Wedstrijden op Court Philippe-Chatrier (centercourt) | Wedstrijden op Court Philippe-Chatrier (centercourt) |
| --- | ---------------------------------------------------- | ---------------------------------------------------- | ---------------------------------------------------- |
| Vrouwenenkelspel halve finale                                                                         | Sara Errani [21]                                     | Samantha Stosur [6]                                  | 7–5, 1–6, 6–3                                        |
| Vrouwenenkelspel halve finale                                                                         | Maria Sjarapova [2]                                  | Petra Kvitová [4]                                    | 6–3, 6–3                                             |
| Gemengd dubbelspel finale                                                                             | Sania Mirza [7] Mahesh Bhupathi [7]                  | Klaudia Jans-Ignacik [Alt] Santiago González [Alt]   | 7–6(7–3), 6–1                                        |
| Wedstrijden op Court Suzanne-Lenglen (Grandstand)                                                     |                                                      |                                                      |                                                      |
| Mannenlegendes 45+ dubbelspel                                                                         | Guy Forget Henri Leconte                             | Peter McNamara Mark Woodforde                        | 7–5, 6–4                                             |
| Vrouwendubbelspel halve finale                                                                        | Maria Kirilenko [7] Nadja Petrova [7]                | Andrea Hlaváčková [5] Lucie Hradecká [5]             | 4–6, 7–5, 7–5                                        |
| Startte niet voor 12:30 uur                                                                           |                                                      |                                                      |                                                      |
| Mannendubbelspel halve finale                                                                         | Maks Mirni [1] Daniel Nestor [1]                     | Daniele Bracciali [14] Potito Starace [14]           | 6–3, 6–4                                             |
| Mannendubbelspel halve finale                                                                         | Bob Bryan [2] Mike Bryan [2]                         | Aisam-ul-Haq Qureshi [10] Jean-Julien Rojer [10]     | 6–3, 7–6(8–6)                                        |
| Wedstrijden begonnen om 14:00 uur op Court Philippe-Chatrier en om 11:00 uur op Court Suzanne-Lenglen |                                                      |                                                      |                                                      |

### Dag 13 (vrijdag 8 juni)
- Speelschema
- Reekshoofden uitgeschakeld:
  - Mannenenkelspel:  Roger Federer [3],  David Ferrer [6]
  - Vrouwendubbelspel:  Maria Kirilenko /  Nadja Petrova [7]

| Wedstrijden op hoofdbanen                                                                             | Wedstrijden op hoofdbanen                            | Wedstrijden op hoofdbanen                            | Wedstrijden op hoofdbanen                            |
| Evenement                                                                                             | Winnaar                                              | Verliezer                                            | Score                                                |
| Wedstrijden op Court Philippe-Chatrier (centercourt)                                                  | Wedstrijden op Court Philippe-Chatrier (centercourt) | Wedstrijden op Court Philippe-Chatrier (centercourt) | Wedstrijden op Court Philippe-Chatrier (centercourt) |
| --- | ---------------------------------------------------- | ---------------------------------------------------- | ---------------------------------------------------- |
| Mannenenkelspel halve finale                                                                          | Rafael Nadal [2]                                     | David Ferrer [6]                                     | 6–2, 6–2, 6–1                                        |
| Mannenenkelspel halve finale                                                                          | Novak Djokovic [1]                                   | Roger Federer [3]                                    | 6–4, 7–5, 6–3                                        |
| Wedstrijden op Court Suzanne-Lenglen (Grandstand)                                                     |                                                      |                                                      |                                                      |
| Mannenlegendes 45+ dubbelspel                                                                         | Peter McNamara Mark Woodforde                        | Mansour Bahrami Thomas Muster                        | 5–7, 6–2, [10–5]                                     |
| Mannenlegendes −45 dubbelspel                                                                         | Thomas Enqvist Todd Woodbridge                       | Sergi Bruguera Richard Krajicek                      | 3–6, 6–3, [10–5]                                     |
| Vrouwendubbelspel finale                                                                              | Sara Errani [4] Roberta Vinci [4]                    | Maria Kirilenko [7] Nadja Petrova [7]                | 4–6, 6–4, 6–2                                        |
| Wedstrijden begonnen om 13:00 uur op Court Philippe-Chatrier en om 11:00 uur op Court Suzanne-Lenglen |                                                      |                                                      |                                                      |

### Dag 14 (zaterdag 9 juni)
- Speelschema
- Reekshoofden uitgeschakeld:
  - Vrouwenenkelspel:  Sara Errani [21]
  - Mannendubbelspel:  Bob Bryan /  Mike Bryan [2]

| Wedstrijden op hoofdbanen                                                                             | Wedstrijden op hoofdbanen                            | Wedstrijden op hoofdbanen                            | Wedstrijden op hoofdbanen                            |
| Evenement                                                                                             | Winnaar                                              | Verliezer                                            | Score                                                |
| Wedstrijden op Court Philippe-Chatrier (centercourt)                                                  | Wedstrijden op Court Philippe-Chatrier (centercourt) | Wedstrijden op Court Philippe-Chatrier (centercourt) | Wedstrijden op Court Philippe-Chatrier (centercourt) |
| --- | ---------------------------------------------------- | ---------------------------------------------------- | ---------------------------------------------------- |
| Vrouwenenkelspel finale                                                                               | Maria Sjarapova [2]                                  | Sara Errani [21]                                     | 6–3, 6–2                                             |
| Mannendubbelspel finale                                                                               | Maks Mirni [1] Daniel Nestor [1]                     | Bob Bryan [2] Mike Bryan [2]                         | 6–4, 6–4                                             |
| Wedstrijden op Court Suzanne-Lenglen (Grandstand)                                                     |                                                      |                                                      |                                                      |
| Vrouwenlegendes dubbelspel finale                                                                     | Lindsay Davenport Martina Hingis                     | Martina Navrátilová Jana Novotná                     | 6–4, 6–4                                             |
| Mannenlegendes 45+ dubbelspel dubbelspel                                                              | John McEnroe Patrick McEnroe                         | Mikael Pernfors Mats Wilander                        | 6–7(5–7), 6–2, [10–5]                                |
| Wedstrijden begonnen om 15:00 uur op Court Philippe-Chatrier en om 11:00 uur op Court Suzanne-Lenglen |                                                      |                                                      |                                                      |

### Dag 15 (zondag 10 juni)
- Speelschema

| Wedstrijden op hoofdbanen                                                                             | Wedstrijden op hoofdbanen                            | Wedstrijden op hoofdbanen                            | Wedstrijden op hoofdbanen                            |
| Evenement                                                                                             | Winnaar                                              | Verliezer                                            | Score                                                |
| Wedstrijden op Court Philippe-Chatrier (centercourt)                                                  | Wedstrijden op Court Philippe-Chatrier (centercourt) | Wedstrijden op Court Philippe-Chatrier (centercourt) | Wedstrijden op Court Philippe-Chatrier (centercourt) |
| --- | ---------------------------------------------------- | ---------------------------------------------------- | ---------------------------------------------------- |
| Mannenenkelspel finale                                                                                | Rafael Nadal [2] vs. Novak Djokovic [1]              | Rafael Nadal [2] vs. Novak Djokovic [1]              | Uitgesteld tot 11 juni                               |
| Wedstrijden op Court Suzanne-Lenglen (Grandstand)                                                     |                                                      |                                                      |                                                      |
| Mannenlegendes 45+ dubbelspel finale                                                                  | John McEnroe Patrick McEnroe                         | Guy Forget Henri Leconte                             | 7–6(7–5), 6–3                                        |
| Mannenlegendes −45 dubbelspel finale                                                                  | Albert Costa Carlos Moyá                             | Thomas Enqvist Todd Woodbridge                       | 6–2, 6–1                                             |
| Wedstrijden begonnen om 15:00 uur op Court Philippe-Chatrier en om 11:00 uur op Court Suzanne-Lenglen |                                                      |                                                      |                                                      |

### Dag 16 (maandag 11 juni)
- Speelschema
- Reekshoofden uitgeschakeld:
  - Mannenenkelspel:  Novak Djokovic [1]

| Wedstrijden op hoofdbanen                            | Wedstrijden op hoofdbanen                            | Wedstrijden op hoofdbanen                            | Wedstrijden op hoofdbanen                            |
| Evenement                                            | Winnaar                                              | Verliezer                                            | Score                                                |
| Wedstrijden op Court Philippe-Chatrier (centercourt) | Wedstrijden op Court Philippe-Chatrier (centercourt) | Wedstrijden op Court Philippe-Chatrier (centercourt) | Wedstrijden op Court Philippe-Chatrier (centercourt) |
| ---------------------------------------------------- | ---------------------------------------------------- | ---------------------------------------------------- | ---------------------------------------------------- |
| Mannenenkelspel finale                               | Rafael Nadal [2]                                     | Novak Djokovic [1]                                   | 6–4, 6–3, 2–6, 7–5                                   |
| Wedstrijd begon om 13:00 uur                         |                                                      |                                                      |                                                      |